# 兩秒定律

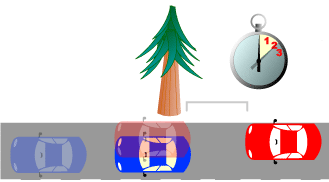
兩秒定律讓駕駛者在理想的駕駛環境中判斷避免追撞的最小安全距離。紅色汽車的駕駛選擇利用一棵樹來協助判斷兩秒的安全緩衝區（a two-second safety buffer）。

兩秒定律（英文：two-second rule；在某些地方則被稱為三秒定律，英語：Three-second rule）協助一個防衛駕駛者在理想的駕駛環境中判斷避免追撞的最小安全距離。
換言之，兩秒定律是一個經驗法則，用以協助駕駛判斷在任何速度下該如何維持適當的安全距離。此定律的原則也適用於其他非汽車的駕駛 。
兩秒定律不只考慮到安全的煞車距離，也考慮到人類的反應時間。
兩秒定律非常實用，因為它可用於任何速度。5英里每小時（8.0每小時）（8 km/h (5 mph)）約等同於一輛車的長度。然而駕駛人卻可能難以在行進間的駕駛座上做出正確的預估，所以只能依靠在開車前死背「各個速度所需的煞車距離」，更不用說在行進間依照瞬息萬變的車速來代入線性方程式做計算。兩秒定律成功解決了這些問題，並提供一個簡單且近乎常識的方法來幫助駕駛提升道路安全。
兩秒定律的實踐已經證明可以大幅降低任何車與車之間碰撞的風險以及一旦不幸發生事故後，事故的嚴重程度。兩秒定律的實踐也能幫助避免緊貼前車/逼車和路怒症的發作。
緊貼前車/追撞的原因大多因為「避免車禍發生所需的應變時間」遠小於「駕駛的反應時間」。
駕駛指南或指導員總是要求駕駛們無論在任何速度或路面都必須使用「兩秒定律」。
在壞天氣、下坡甚或結冰的路面上，必須與前車保持更長的安全距離。
兩秒定律告訴防衛駕駛人最需與前車保持多少距離才能有效降低追撞的風險。
兩秒定律中的兩秒事實上是作為一個安全緩衝，讓駕駛擁有足夠的反應時間做應變。

## 實際操作
駕駛人可以等前方車輛的尾巴通過任何一個固定的點或物體（例如：交通標誌、郵筒、路面標線、路上的裂縫、路面上的補丁等），駕駛人尋找固定點的過程不可多於一秒，否則反而導致分心，影響行車安全。
當前面那輛車的尾巴通過了一個固定點，則防衛駕駛人應確保目前正在駕駛的車輛的前緣（例如：前方的保險桿）於（前車尾巴通過）至少兩秒後才通過同一個固定點。
如果防衛駕駛人發現自己車子的前緣於前車尾巴通過固定點後不到兩秒就通過同一固定點，那就表示當前的安全距離需要增加。防衛駕駛人應重複兩秒定律直到兩車通過同一定點的間隔時間至少兩秒。
防衛駕駛人可透過在心中默念：「零...一...二」來判斷是否達到兩秒。然而更準確的方法則是在心中默念：「只有傻瓜才會違反所謂的兩秒定律」 或 「only a fool breaks the two-second rule」。
按照平常的說話速度說/默念完「只有傻瓜才會違反所謂的兩秒定律」 或 「only a fool breaks the two-second rule」，差不多約兩秒鐘，且可順道提醒遵照兩秒定律的重要性。